# Mary Parker Follett

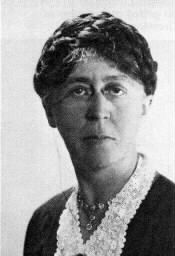
Mary Parker Follett

Mary Parker Follett (* 3. September 1868 in Quincy, Massachusetts; † 18. Dezember 1933 in Boston, Massachusetts) hat sich als Autorin über Managementtheorien und politische Theorien einen Namen gemacht. Sie prägte Begriffe wie „conflict resolution“ und „leadership ist eine Tätigkeit“.

## Leben
Ausgebildet wurde Mary Parker Follett an der Thayer Academy, übernahm dann nach dem Tod ihres Vaters Funktionen in der Familie, da ihre Mutter behindert war. 1892 setzte sie ihre Ausbildung durch die Society for the Collegiate Instruction of Women (Gesellschaft für die kollegiale Ausbildung von Frauen) der Vorgängerorganisation des Radcliffe College in Cambridge, Massachusetts, fort und schloss 1898 die Fächer Wirtschaft, Regierung, Jura und Philosophie „mit höchstem Lob“ (summa cum laude) ab.
Von 1900 bis 1908 leistete sie Sozialarbeit in Boston. Die hier gesammelten Erfahrungen führten Parker Follett ab 1908 zur Förderung von Kommunalzentren als Kristallisationspunkte für Erwachsenenbildung und soziale Hilfe. Diese Aktivitäten wirkten weit über ihren Tod hinaus auf die Entwicklung der USA. In diesen Zentren wurden später grundlegende Forschung über Gruppenarbeit, -entwicklung und -organisation geleistet.
Heute ist Parker Follett besser bekannt für ihren Einfluss auf das Management, obwohl ihre Leistungen gerade auf diesem Gebiet nach ihrem Tod lange ignoriert wurden. Im Prinzip übertrug sie ihre Erkenntnisse aus den Kommunalzentren auf Unternehmen. Sie war die erste, die Unternehmen als soziale Systeme untersuchte, und ihre Forschungen blieben bis Ende der 50er Jahre (Douglas McGregor) ohne Fortsetzung. Von ihr stammt die Definition „Management ist die Kunst, mit anderen Leuten zusammen Dinge zu erledigen“.
Mary Parker Follett hat auch im Bereich Personalführung Beiträge geliefert. Nicht „Macht über“, sondern „Macht durch“ gehörte genauso zu ihren Thesen wie das Teilen der Macht.
Konopka fasst die wesentlichen Erkenntnisse von Parker Folletts wie folgt zusammen:
1. Soziale Erfahrung ist die Basis der staatlichen Strukturen.
2. Souveränität steht in Beziehung mit der Fähigkeit, sich selbst, eine Gruppe oder einen Staat zu beherrschen.
3. Staatliche Struktur ist der Ausdruck der funktionalen Zweck-Elemente.
4. Der Wille einer Gruppe ist nicht atomisch, sondern der gemeinsame Ausdruck der individuellen Willensentscheidungen.
5. Reiche Erfahrungen können nur durch tatsächliche Gruppenerlebnisse entstehen. Man muss die Vielfalt von Gruppen erfahren. Die Vielfalt der menschlichen Natur macht es unmöglich, die Fähigkeit des modernen Menschen zu erschöpfen.
6. Individuen und Gruppen sind keine Gegensätze.
7. Das Individuum ist die letzte Einheit und diverser, als es irgendeine Gruppe sein kann.
8. Es besteht kein notwendiger Widerspruch zwischen Bürger und Staat.
9. Freiheit und Bestimmung sind keine Gegensätze.
10. Selbst und Andere sind keine Gegensätze.

In diesen Thesen kommt Parker Folletts Überzeugung zum Ausdruck, dass Individualität sich nur aus dem sozialen Gefüge entwickeln kann. Sie sieht eine ungebrochene Kette von Individuum, über kommunale Gruppen bis hin zum Staat, dessen demokratische Struktur ihren Kern im Individuum hat.

„Demokratisch zu sein ist keine Entscheidung für einer bestimmten Form des Zusammenlebens, es bedeutet zu erlernen, wie man mit anderen Menschen zusammenlebt ... Der Gruppenprozess enthält die Geheimnisse des kollektiven Lebens, es ist der Schlüssel zur Demokratie und die wichtigste Lektion, die jedes Individuum erlernen muss. Darin besteht unsere wichtigste Hoffnung für unser politisches, soziales, internationales Leben der Zukunft.
To be a democrat is not to decide on a certain form of human association, it is to learn how to live with other men... The group process contains the secret of collective life, it is the key to democracy, it is the master lesson for every individual to learn, it is our chief hope for the political, the social, the international life of the future.“

## Zitate
„Die Ausbildung zur neuen Demokratie muss von der Wiege an erfolgen – im Kindergarten, Schule und Spiel, und so weiter alle Tätigkeiten unseres Lebens durchdringen. Staatsangehörigkeit wird nicht im Schulunterricht erlernt oder in Bürgerschulungen oder durch Training in Bürgerrechten. Man erwirbt sie nur, indem man sie durch Handeln in den Situationen erlebt, in denen wir soziales Verständnis entwickeln. Das sollte das Ziel aller Tagesschulerziehung, aller Abendschulerziehung und aller unserer organisierten Unterhaltung, unseres Familien- oder Soziallebens sein
The training for the new democracy must be from the cradle - through nursery, school and play, and on and on through every activity of our life. Citizenship is not to be learned in good government classes or current events courses or lessons in civics. It is to be acquired only through those modes of living and acting which shall teach us how to grow the social consciousness. This should be the object of all day school education, of all night school education, of all our supervised recreation, of all our family life, of our club life, of our civic life.“

## Werke
- The Speaker of the House of Representatives, Longmans Green and Co, New York London Bombay 1896
- The New State: Group Organization, Longman, London 1918
- Creative Experience, Longman, London 1924
- Dynamic Administration, Harper & Brothers, New York, 1941
- Freedom and Coordination, Pitman, London, 1949